# Paris School of Business
Paris School of Business (antiguamente ESG Management School) es una escuela de negocios internacional y una de las principales grandes écoles en Francia. Fue establecida en 1974. Posee campus propios en París y Rennes.
Sus programas cuentan con la acreditación internacional de AMBA. La escuela cuenta con numerosos alumnos notables en el campo de los negocios y la política, incluyendo varios CEOs como Franck Louvrier (CEO Publicis Events), o Vianney (cantante).
La escuela, con una red de 12.500 antiguos alumnos, recibe anualmente a alrededor de 3.000 estudiantes procedentes de 75 nacionaldades. 